# سیارک ۲۹۴۴۸
سیارک ۲۹۴۴۸ (به انگلیسی: 29448 Pappos، نامگذاری:1997QJ) بیست و نه هزار و چهارصد و چهل و هشتمین سیارک کشف شده‌است که در ۲۳ اوت ۱۹۹۷ کشف شد.